# Verso Santiago
Verso Santiago  (in olandese De omweg naar Santiago) è il romanzo  dello scrittore olandese Cees Nooteboom pubblicato nel 1992 in prima edizione olandese e nel 1994 in prima edizione italiana. Si tratta di uno dei migliori libri su un viaggio pubblicati sulla regione in lingua olandese e l'importante lavoro di Cees Nooteboom viene considerato dal Time uno dei dieci più importanti scrittori di racconti di viaggio dell'ultimo secolo.

## Descrizione
Verso Santiago è il romanzo di viaggi di Cees Nooteboom pubblicato nel 1992 dalla casa editrice Atlas di Amsterdam. In Italia è uscita una prima edizione nel 1992 da Feltrinelli Traveller col titolo Verso Santiago: itinerari spagnoli e nel 2023 una seconda edizione aggiornata col titolo Verso Santiago. Digressioni sulle strade di Spagnada Iperborea. L'edizione italiana aggiornata è stata arricchita di mappe. Il viaggio di Nooteboom in Spagna continua da tempo non è ancora concluso. L'autore si perde sul cammino alla ricerca di toponimi o antiche chiese romaniche abbandonate. Si ritrova anche in altri luoghi, come l'Alhambra, le Asturie. Nooteboom ricerca l'essenza di un luogo meta di pellegrinaggio accessibile solo se vi si fa sosta e sapendo che il viaggio dovrebbe continuare anche oltre Finisterre. È difficile descrivere esattamente il tono che Cees Nooteboom adotta nel suo libro ed esordisce con "eppure ci credo: in alcuni posti del mondo il tuo arrivo o la tua partenza sono misteriosamente accresciuti dalle emozioni di tutti coloro che sono partiti o arrivati lì prima non fanno alcuna affermazione". In tutto il libro si avvicina alla sua amata Spagna e il testo assomiglia di più a una storia d'amore che a un racconto di viaggio. È un viaggio senza fretta, attraverso un paese duro e indisciplinato, desolato, giallastro, pietroso, spietato, col caldo rende le giornate bianche. Nooteboom possiede una conoscenza approfondita del passato arabo, ebraico e cristiano della Spagna, un passato che ritrova quasi ad ogni passo.

## Genesi e tematiche
L'autore è spinto alla scrittura del libro dal suo amore per la Spagna, un amore per una persona che non scappa, e questo fa la differenza. Le conoscenze di Nooteboom gli permettono di descrivere il dipinto intitolato Las Meninas di Diego Velázquez con grande attenzione collegandovi le reazioni di Michel Foucault e Théophile Gautier al modo in cui lui stesso è caduto nella trappola di Velázquez. Velázquez ingannava l'inganno e la sua pittura è in realtà una storia sull'apparenza e sull'essenza. Nel libro Nooteboom descrive in realtà due viaggi. Uno fisico, in auto, e uno attraverso il passato che gli è riportato da fortezze e castelli medievali, monasteri e chiese romaniche, oltre a documenti e storie che trova sui siti e nei luoghi che incontra. Nooteboom usa regolarmente la metafora del labirinto per approfondire filosoficamente il tempo e la storia. Si immedesima nel viaggiatore che scatta una foto a tre ufficiali di alto rango e si chiede a quali persone del passato i tre potrebbero corrispondere. Forse pensa a Franco, alla guerra civile, che ha segnato ogni famiglia spagnola perché il corso della storia viene talvolta chiamato progresso ma, al tempo della guerra civile questo progresso si è arrestato. L'autore vede la storia spagnola, con le sue innumerevoli fusioni di regni e religioni, e le sue altrettanto numerose guerre, come un labirinto inestricabile non voluto da qualcuno in particolare. Anche la lingua è un elemento essenziale del viaggio di Nooteboom. Le parole sono ricercate nelle loro origini. Pensa a Miguel de Cervantes recandosi dove lui scrisse per la prima volta il nome del suo eroe. Cervantes esitò ma alla fine decise di chiamare il suo eroe Don Chisciotte della Mancia, un nome che quattro secoli dopo è così familiare a tutti che è quasi impossibile immaginare che l'eroe non sia mai esistito. Inoltre, facendo venire il suo eroe dalla Mancia, Cervantes ha dato un valore aggiunto alla regione.

## Struttura e trama
Il libro è suddiviso in 25 capitoli, ognuno dedicato ad un tema e assimilabile ad breve racconto:

I. Attraverso l'Aragona fino a Soria

II. Un viaggio attraverso nomi ed epoche

III. Un mondo di morte e storia

IV. Una terra di tesori nascosti

V. Non ancora a Santiago

VI. Una regina non ride: Diego Velasquez al Prado

VII. Sussurri d'oro, marrone e grigio

VIII. Sulle orme di Don Chisciotte

le strade della Mancia

IX. Un po' di storia

X. Re e nani

XI. La Vergine Nera nella sua grotta dorata

XII. Un momento nella memoria di Dio

XIII. Giorni invernali in Navarra

XIV. Walter Muir Whitehill

XV. Forse la colomba sa

XVI. Re, santi ed eretici

XVII. Il passato è sempre lì, eppure non c'è

XVIII. Un enigma per Creonte

XIX. La valle del silenzio

XX. Mi sono impegnato con la Spagna

XXI. Il paesaggio di Machado

XXII. Da Lorca a Ubeda, sogni di un pomeriggio

XXIII. Splendore nei giardini di al-Andalus

XXIV. Verso la fine dei tempi

XXV. Arrivo

## Critica
Il percorso dei pellegrini verso la cattedrale di Santiago de Compostela, nel nord della Spagna, è da tempo uno degli argomenti preferiti dagli scrittori di viaggio, ma pochi lo hanno trattato in modo così divertente, bizzarro e, infine, commovente come il saggista olandese Nooteboom. Partendo da Barcellona e prendendo deviazioni nel decennio successivo che vanno fuori dai sentieri battuti fino al Portogallo e alle Isole Canarie, compie lentamente il suo pellegrinaggio non ortodosso come hanno fatto i viaggiatori fin dal Medioevo. Visita Saragozza, l'Escorial, Guadalupe, Navarra, Leon e Madrid e discute argomenti che spaziano dal silenzio dei monasteri ai nani reali, ai conquistadores, al terrorismo basco, a San Girolamo e ai problemi di traduzione, all'eredità della guerra civile spagnola, all'incubo apocalittico di un monaco dell'VIII secolo di nome Beato. Vede le radici dell'architettura moderna in cui la forma segue la funzione nelle chiese cistercensi e può tracciare la storia della Spagna semplicemente affiancando le iscrizioni arabe sulle fontane dell'Alhambra alle tombe reali nella cattedrale della vicina Granada. Ritorna ripetutamente a ciò che vede riflesso nei dipinti di Zurbaran. A un certo punto, Nooteboom paragona la scrittura della storia al mettere insieme un puzzle. Chiunque speri di trovare qui una storia compatta della Spagna troverà alcuni pezzi mancanti. Ma ciò che c'è qui è un'avventura di lettura idiosincratica, informativa e introspettiva.
Vari critici se ne sono interessati definendo il libro una straordinaria sintesi di letteratura, arte, politica, paesaggio, storia personale e meditazioni sul tempo, la morte e l'eternità, una guida di tipo diverso, difficile da categorizzare e che assomiglia a un classico racconto di pellegrinaggio scritto a scopo di edificazione spirituale, una specie di guida Michelin per l'anima. Inoltre introspettivo, fantasioso ed enciclopedico, un libro eccezionale che entra nell'anima di un luogo e di un viaggiatore.

## Edizioni

### Edizione originale in olandese
- (NL) Cees Nooteboom, De omweg naar Santiago, Amsterdam, Atlas, 1992, OCLC 28115399.

### Edizioni in italiano
- Cees Nooteboom, Verso Santiago: itinerari spagnoli, Milano, Feltrinelli Traveller, 1994, ISBN 9788871081137, OCLC 797885292.
- Cees Nooteboom, Verso Santiago. Digressioni sulle strade di Spagna, traduzione di Laura Pignatti, Matteo Nucci, introduzione, Milano, Iperborea, 2023, ISBN 9788870916676, OCLC 1391662201.

### Edizioni in altre lingue
- (DE) Cees Nooteboom, Der Umweg nach Santiago, traduzione di Helga van Beuningen, Frankfurt am Main, Suhrkamp, 1992, OCLC 66114253.
- (FR) Cees Nooteboom, Désir d'Espagne: mes détours vers Santiago, traduzione di Anne-Marie de Both-Diez, Arles, Actes-Sud, 1993, OCLC 31300003.
- (EN) Cees Nooteboom, Roads to Santiago, traduzione di Ina Rilke, New York, Harcourt Brace, 1997, OCLC 34357248.
- (ES) Cees Nooteboom, El desvío a Santiago, traduzione di Julio Grande, Madrid, Siruela, 2006, OCLC 433936977.
- (PL) Cees Nooteboom, Drogi do Santiago, traduzione di Alicja Oczko, Warszawa, Wydawn. W.A.B., 2007, OCLC 649848358.